# Пиргото
Пиргото (грч. Πυργωτό) је насељено место у општини Кукуш у периферији Средишња Македонија, Грчка. Према попису из 2021. године било је 112 становника.
Према бугарском географу и историчару, Василу Канчову, у Пирготу је 1900. године живело 293 Турака. Године 1924. турско становништво је принудно исељено у Турску а на њихово место је насељен већи број грчких избегличких породица из Турске. На попису из 1928. године Пиргото је имало 153 становника. Село се раније звало Ћулахли.